# Телеєвангелізм

Бразильська телевізійна реклама для Вселенської Церкви Царства Божого

Телеєвангелі́зм (англ. Teleevangelism), також є терміни радіоєвангелізм та телепроповідництво — використання медіаплатформ, зокрема радіо та телебачення, для маркетингу релігійних повідомлень, зокрема християнства.
Телеєвангелістами є або офіційні, або самопроголошені священнослужителі, які присвячують значну частину свого служіння телерадіомовленню. Деякі телеєвангелісти також є постійними пасторами або служителями у своїх місцях поклоніння (часто мегацерквах), але більшість їхніх послідовників походять з теле- та радіоавдиторії. Інші не мають звичайних зборів і працюють переважно через телебачення. Критики також використовують цей термін насмішкувато як натяк на звеличення таких міністрів.
Телеєвангелізм почався як унікальне американське явище, яке виникло внаслідок значною мірою дерегульованих засобів масової інформації, де доступ до телевізійних мереж і кабельного телебачення був відкритий практично для всіх, хто може собі це дозволити, у поєднанні з великою кількістю християнського населення, яке спроможне забезпечити необхідне фінансування. Він став особливо популярним серед євангельської протестантської авдиторії, незалежної чи організованої навколо християнських конфесій. Проте зростаюча глобалізація мовлення дозволила деяким американським телеєвангелістам охопити ширшу авдиторію через міжнародні мережі мовлення, включно з деякими, які мають виключно християнський характер.
Деякі країни мають більш регульовані медіа із загальними обмеженнями доступу або спеціальними правилами щодо релігійного мовлення. У таких країнах релігійні програми, як правило, виробляють телекомпанії (іноді як нормативні вимоги чи вимоги громадських послуг), а не приватні групи інтересів.

## Термінологія
Слово телеєвангелізм є телескопією телебачення та євангелізму, і воно було придумано в 1958 році як назва телевізійного міні-серіалу Південної баптистської конвенції. Джеффрі К. Гадден і Чарльз Е. Свонн вважаються популяризаторами цього слова в своєму дослідженні 1981 року «Прайм-тайм Проповідники: зростаюча сила телеєвангелізму». Однак термін телепроповідник був використаний журналом Time ще в 1952 році, коли телегенічний римо-католицький єпископ Фултон Шин був названий «першим телепроповідником».